# Borovoie (Lípetsk)
|  | Per a altres significats, vegeu «Boróvoie». |

Borovoie (en rus: Боровое) és un poble de l'óblast de Lípetsk, a Rússia, que el 2018 tenia 365 habitants. Pertany al districte rural d'Úsman.